# Остров Рузвельт (линия 63-й улицы, Ай-эн-ди)
|   |   |   |   |
| · | · | · | · |

|   |   |   |   |
| · | · | · | · |

«Остров Рузвельт» (англ. Roosevelt Island) — станция Нью-Йоркского метрополитена, расположенная на линии 63-й улицы, Ай-эн-ди. Станция находится в Манхэттене, на острове Рузвельт. На станции останавливаются маршруты F (круглосуточно) и <F> (в часы пик в пиковом направлении).

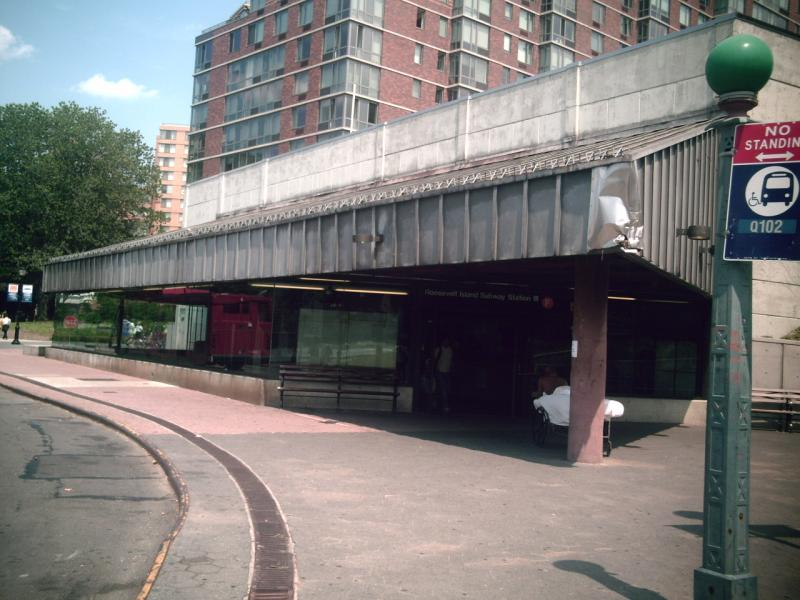
Выход со станции

Станция представлена двумя боковыми платформами и двумя путями. Она была открыта 29 октября 1989 года, одной из самых последних в системе.
Станция является одной из самых глубоких во всём метрополитене — глубина её заложения составляет 30 метров, поскольку тоннель, в котором она расположена, проходит под двумя рукавами Ист-Ривер, огибающими остров Рузвельт. Она имеет один полукруглый свод, точно такой же, как и большинство станций метро в Париже или Лондоне. По такому же принципу построены и другие станции Нью-Йоркского метрополитена глубокого заложения. Над платформами имеется мезонин. Выход представлен эскалаторами и лифтом.
Эта единственная на острове станция метро — одна из всего двух станций во всём метрополитене, расположенных на собственном острове (другой такой станцией является станция Брод-Чаннел в Куинсе), и одна из двух станций, административно относящихся к Манхэттену, но расположенных не на самом острове Манхэттен, наряду со станцией Марбл-Хилл — 225-я улица.